# 무대 조명

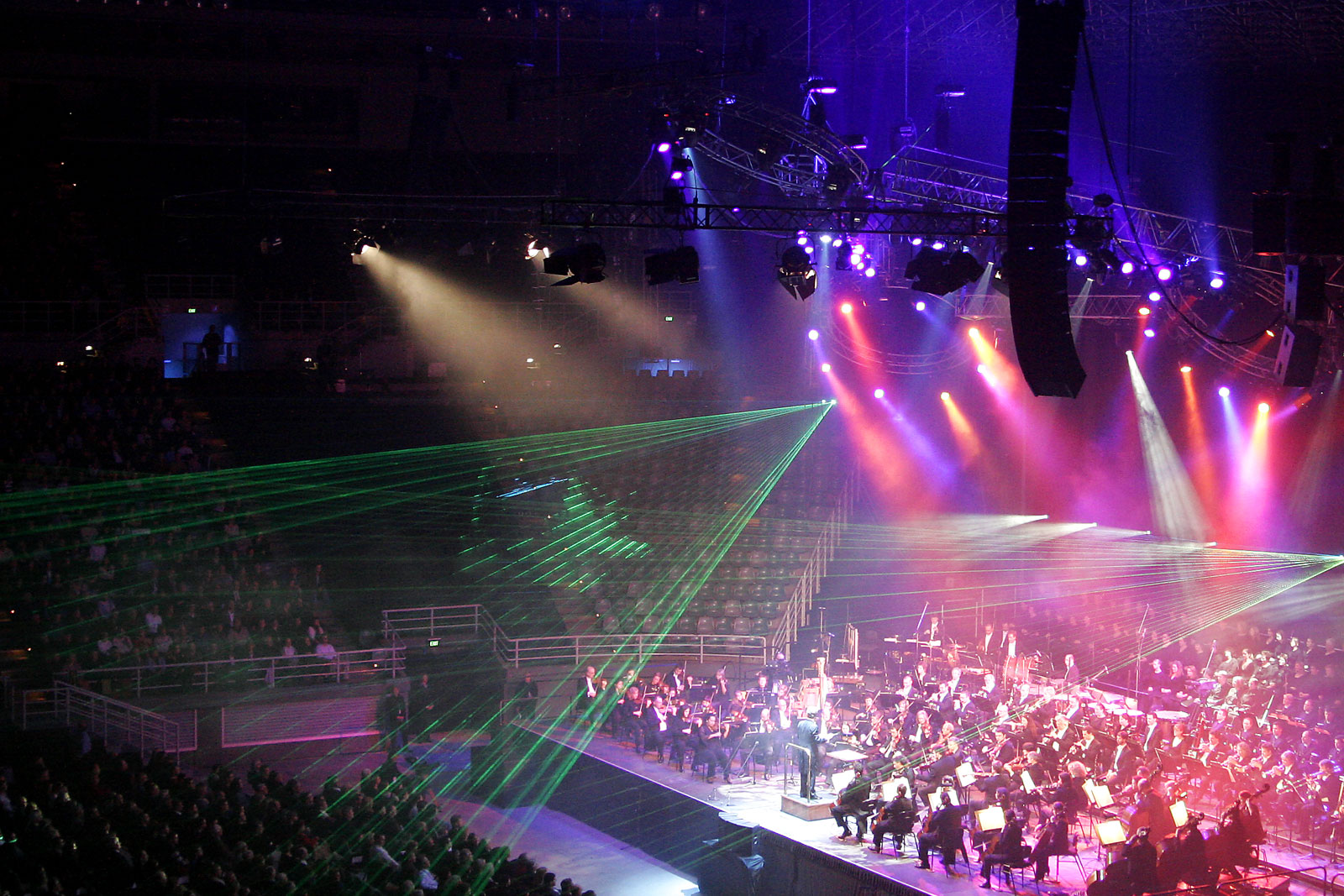
무대 조명의 예

무대조명(舞台照明)은 무대를 빛과 어둠에 의해 연출하는 조명 기술이다.
무대 조명은 연극, 무용, 오페라 및 기타 공연 예술 제작에 적용되는 조명 기술이다. 이 분야에서는 다양한 유형의 무대 조명 기구가 사용된다. 기본 조명 외에도 현대 무대 조명에는 레이저 및 포그 머신과 같은 특수 효과도 포함될 수 있다. 무대조명에 종사하는 사람들을 흔히 조명기술자 또는 조명디자이너라고 한다.
무대 조명에 사용되는 장비(예: 케이블 연결, 조광기, 조명 기기, 컨트롤러)는 기업 행사, 콘서트, 무역 박람회, TV 방송, 영화 제작, 사진 스튜디오 및 기타 유형의 라이브 이벤트를 포함한 다른 조명 응용 분야에도 사용된다. 장비를 설치, 작동 및 제어하는 데 필요한 인력도 이러한 다양한 "무대 조명" 응용 분야로 넘어간다.

## 같이 보기
- 가스등